# ألبرت فينش
ألبرت فينش (بالإنجليزية: Albert Finch)‏ مواليد 16 مايو 1926 في إنجلترا - الوفاة 23 يناير 2003، كان ملاكم بريطاني سابق صنّف ضمن فئة الوزن الثقيل.

## إحصائيات
خاض خلال مسيرته 103 نزالا، فاز في 72 وتعادل في 9 وخسر في 21. فاز بالضربة القاضية في 21 نزالا.

## روابط خارجية
- ألبرت فينش على موقع بوكس ريك (الإنجليزية) (registration required)